# ساندیپ سیوال
ساندیپ سیوال (به انگلیسی: Sandeep Sejwal) (زادهٔ ۱۸ دسامبر ۱۹۹۲) شناگر اهل هند است.